# Отари (Вурнарський район)
Ота́ри (рос. Отары, чув. Утар) — присілок у складі Вурнарського району Чувашії, Росія. Входить до складу Хірпосинського сільського поселення.
Населення — 98 осіб (2010; 120 у 2002).
Національний склад:
- чуваші — 100 %